# Taguatinga Esporte Clube
El Taguatinga Esporte Clube és un club de futbol brasiler de la ciutat de Taguatinga al Districte Federal del Brasil.

## Història
El club va ser fundat l'1 de juliol de 1975. Guanyà el Campionat brasiliense per primer cop el 1981. El 1982 jugà a la Primera Divisió brasilera.

## Palmarès
- Campionat brasiliense: 
  - 1981, 1989, 1991, 1992, 1993

## Estadi
El club juga els seus partits a Serejão, amb capacitat per a 30.000 espectadors.